# Штучна дорожня нерівність

Дорожній знак 1.11 «Пагорб»

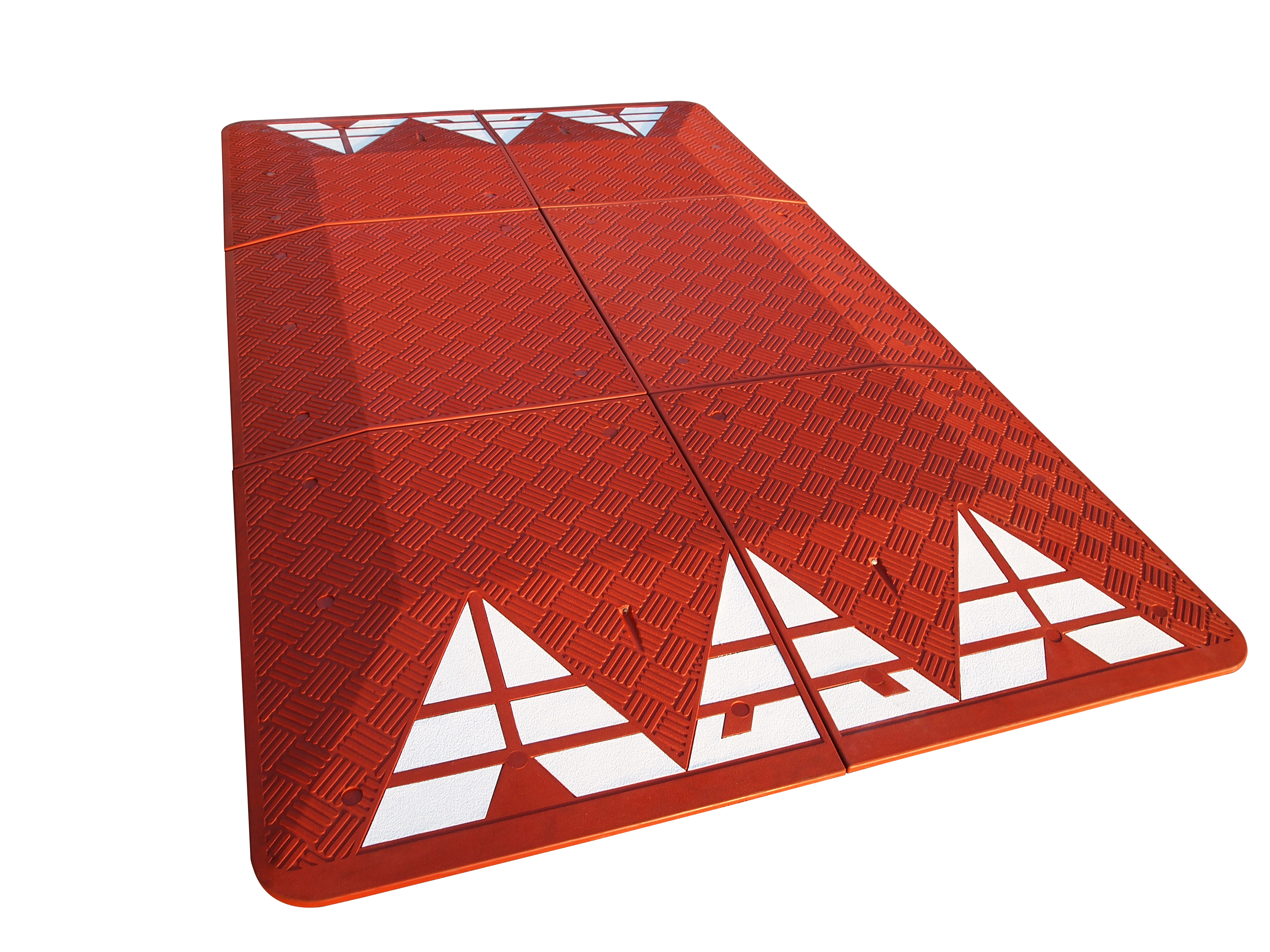
Берлінська подушка з гуми

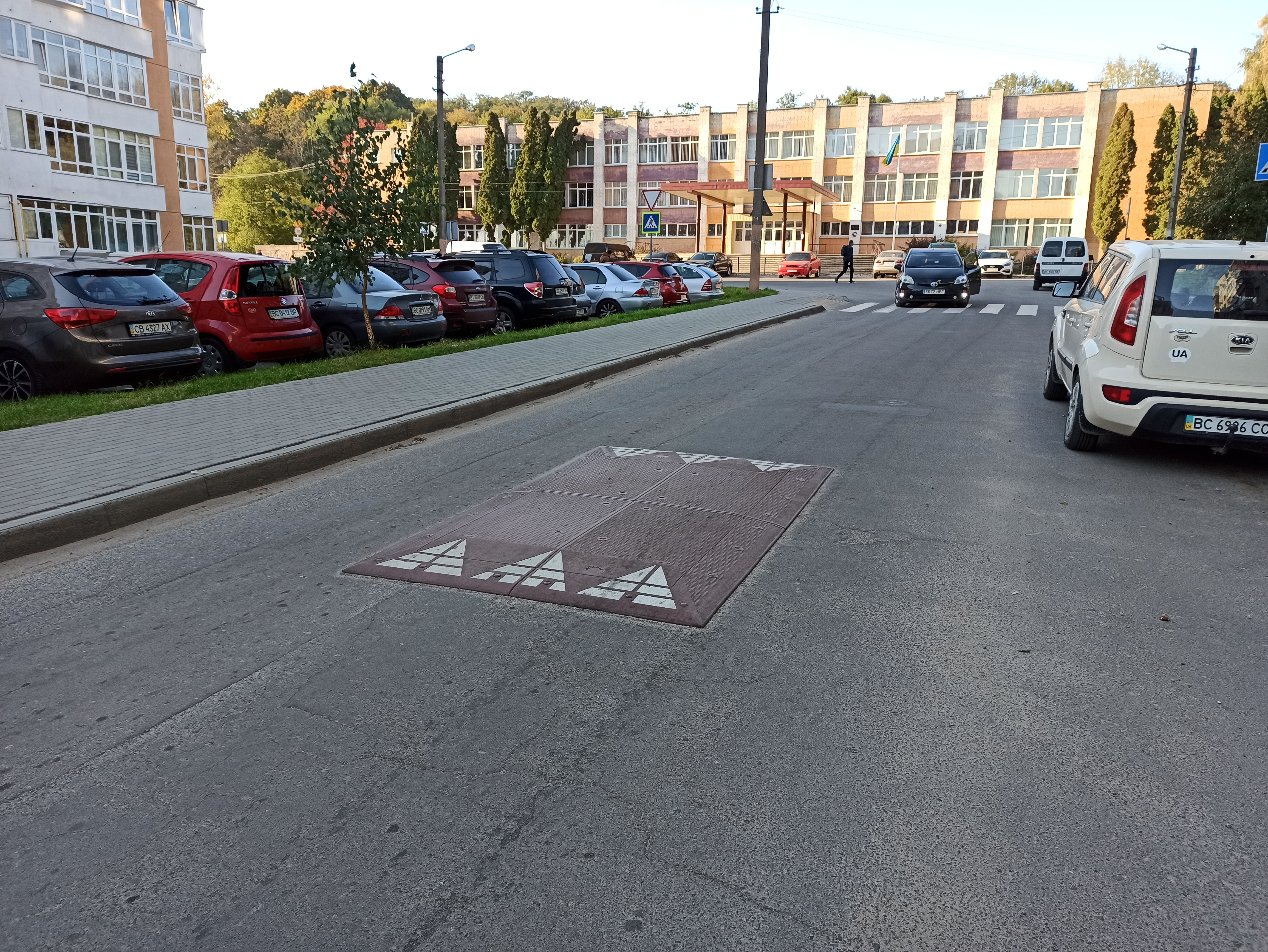
Берлінська подушка на вул. Інструментальній (Львів, Україна)

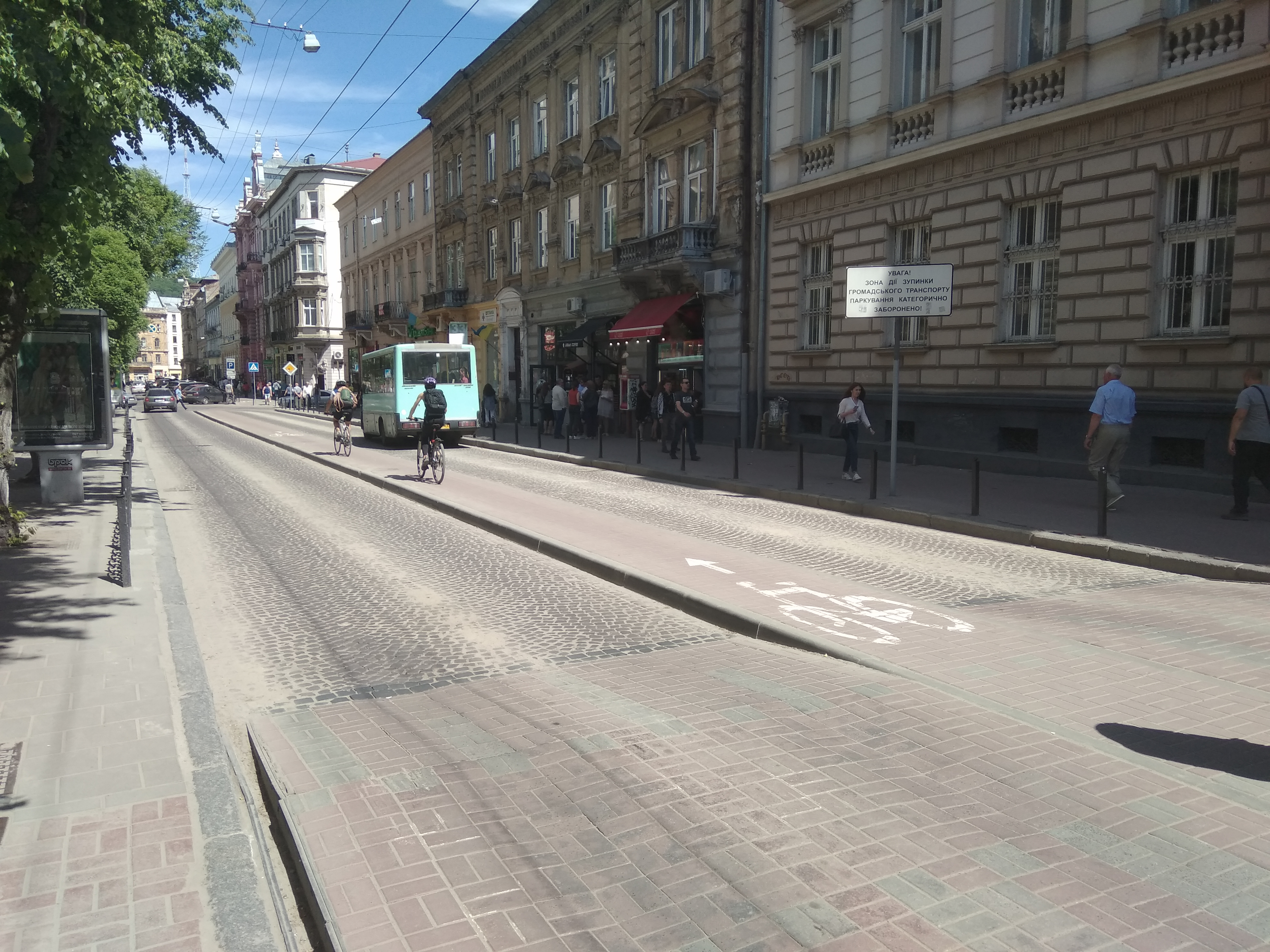
Підвищений пішохідний перехід на вул. Січових Стрільців (Львів, Україна)

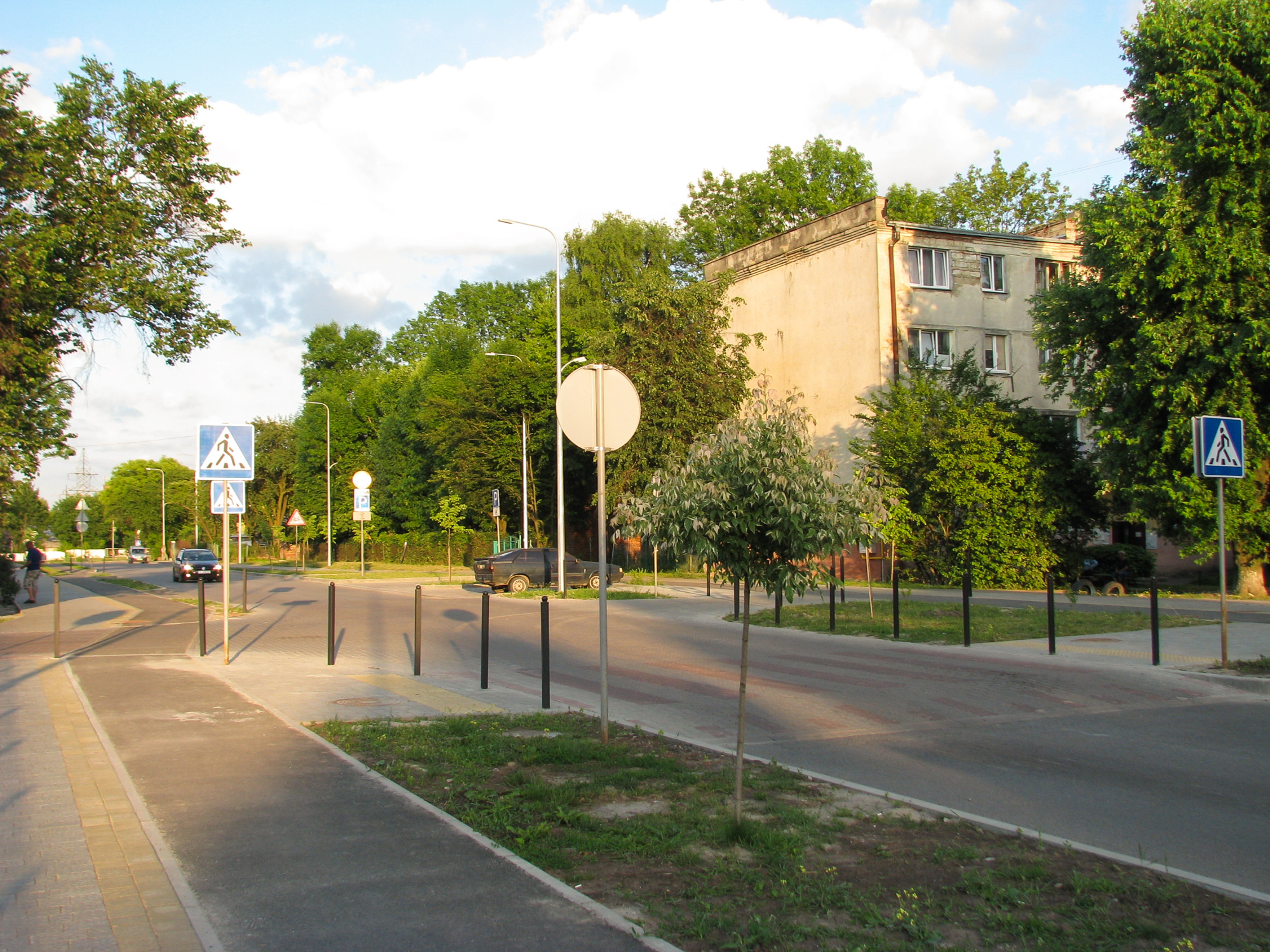
Підняте перехрестя на вул. Садовій (Львів, Україна)

Штучна дорожня нерівність (англ. Speed bump) — технічний засіб організації дорожнього руху, що слугує для примусового зниження швидкості руху транспортних засобів, і виконується у вигляді штучної нерівності (припіднятого над поверхнею елементу) на проїзній частині.
Перед штучними дорожніми нерівностями (в українських Правилах дорожнього руху — «штучно створюваними буграми»), зокрема «лежачими поліцейськими», часто встановлюють попереджувальний дорожній знак 1.11 «Пагорб».
Штучні дорожні нерівності можуть бути виготовлені із матеріалів, з яких виконано дорожнє покриття (асфальт, плитка, клінкер, бруківка). Такі дорожні нерівності інтегруються в поверхню проїжджої частини і споруджуються під час ремонту чи реконструкції. Перевагою такого методу є надійність. Також штучні дорожні нерівності можуть бути виготовлені з гуми, пластику чи інших матеріалів. Такі нерівності встановлюють поверх готового дорожнього покриття, їм можна демонтувати. Недоліком такого способу встановлення є те, що від інтенсивного руху кріплення можуть руйнуватись та врешті-решт штучна нерівність може відлетіти, тому вони потребують постійного обслуговування. Штучні дорожні нерівності можуть бути також виготовлені із м'якого матеріалу, що прогинається під колесами авто. Всередині вони наповнені неньютонівською рідиною, яка твердне при наїзді на високій швидкості. Такі нерівності майже не відчутні для водіїв, які їдуть повільно, але добряче підкидають тих, хто рухається занадто швидко. Такі м'які «лежачі поліцейські» були встановлені в місті Вільянуева-де-Тапія, Іспанія. Бажання встановлювати в себе «лежачі поліцейські» з такого ж матеріалу висловили також Німеччина та Ізраїль.
Є три основних типи штучних дорожніх нерівностей (ШДН):
- «Лежачий поліцейський» (англ. speed hump або англ. road hump) — елемент дорожнього обладнання, технічний засіб організації дорожнього руху; пристрій примусового зниження (обмеження) швидкості руху транспортних засобів, штучна нерівність (піднесення) на проїзній частині. Встановлюється, наприклад, біля шкіл, пішохідних переходів тощо. У Бразилії може бути встановлений і на пішохідному переході, виконуючи одночасно і функції «зебри».
- Берлінська подушка (англ. speed cushion) — засіб зниження швидкості руху приватних авто. Складається з декількох штучних нерівностей, що розташовані поперед проїжджої частини з проміжками між ними. Ширина цих елементів є такою, що приватні авто змушені пригальмовувати і виїжджати на підвищення однією стороною. Водночас спецтехніка та автобуси, що мають ширшу колісну базу просто пропускають цю нерівність між колесами, що не впливає на їх рух. Також таку штучну нерівність без зупинки можуть об'їжджати двоколісні транспортні засоби.
- Підвищений перехід (англ. speed table, англ. raised pedestrian crossing або англ. flat top hump) — засіб, спроєктований як довге підвищення із пласкою поверхнею. За допомогою таких штучних нерівностей проєктують підвищені пішохідні переходи або підвищені перехрестя. Довжина пласкої поверхні, як правило, дає змогу розмістити на ній всю колісну базу автомобіля, який її перетинає.[3] довга пласка поверхня дає змогу автомобілям сповільнюватись не так значно, як у випадку з лежачими поліцейськими чи берлінськими подушками.[4] Саме тому вони можуть бути використані на міських вулицях, на яких діє звичайне обмеження швидкості в населених пунктах.

За кордоном широко застосовують практику спорудження штучних дорожніх нерівностей різних типів. В Україні донедавна використовували лише один із них — «лежачий поліцейський».
Вперше в Україні прийом спорудження підвищеного перехрестя було застосовано у Львові на вулиці Садовій. У цьому ж місті на вулицях Шкільній та Корейській є дорожні підвищення. У Львові та кількох інших містах України також є припідняті пішохідні переходи. Берлінські подушки в перше в Україні з'явилися у Львові на вулиці М. Голубця.

## Галерея

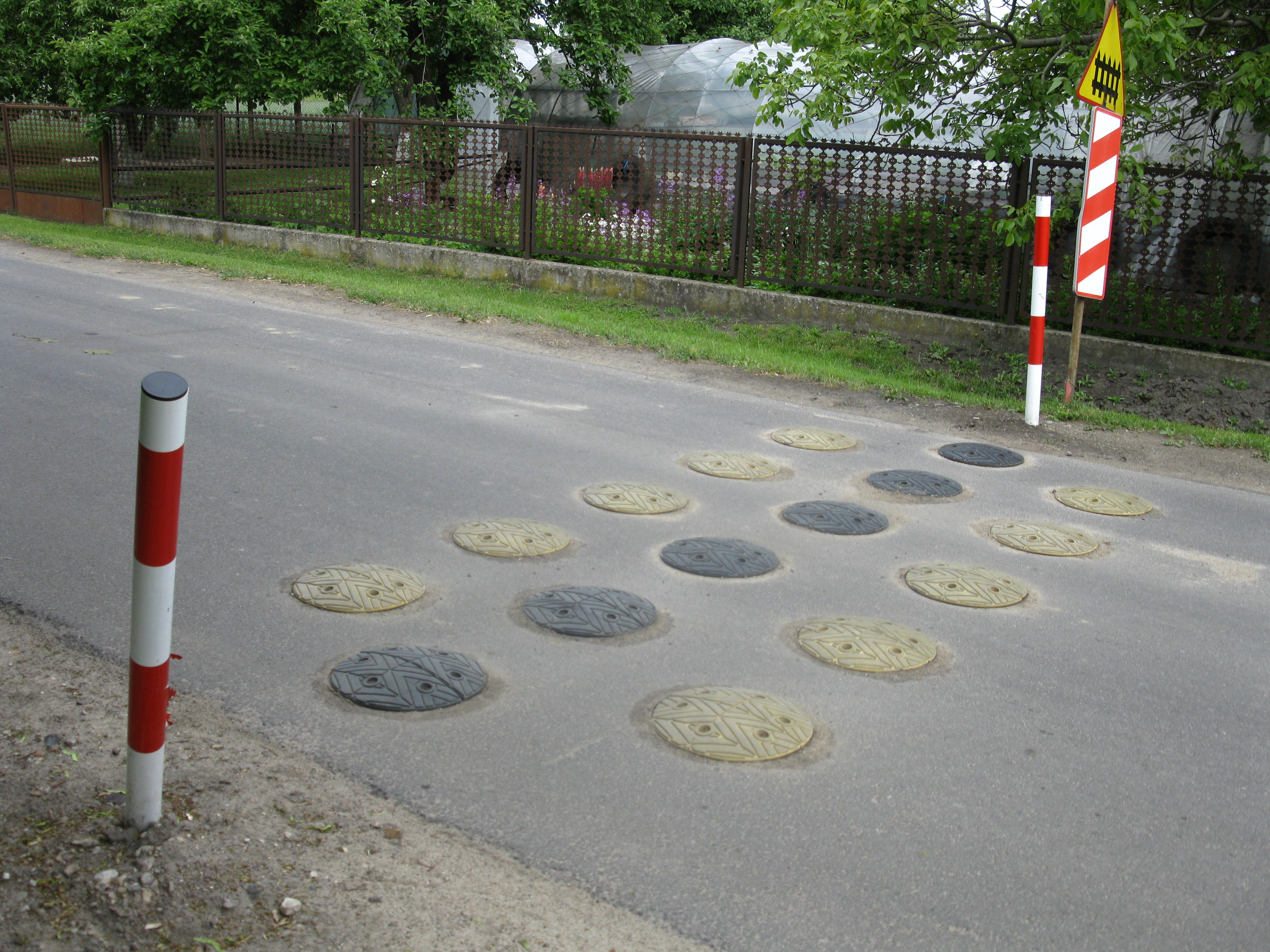
Штучні дорожні нерівності (Польща)
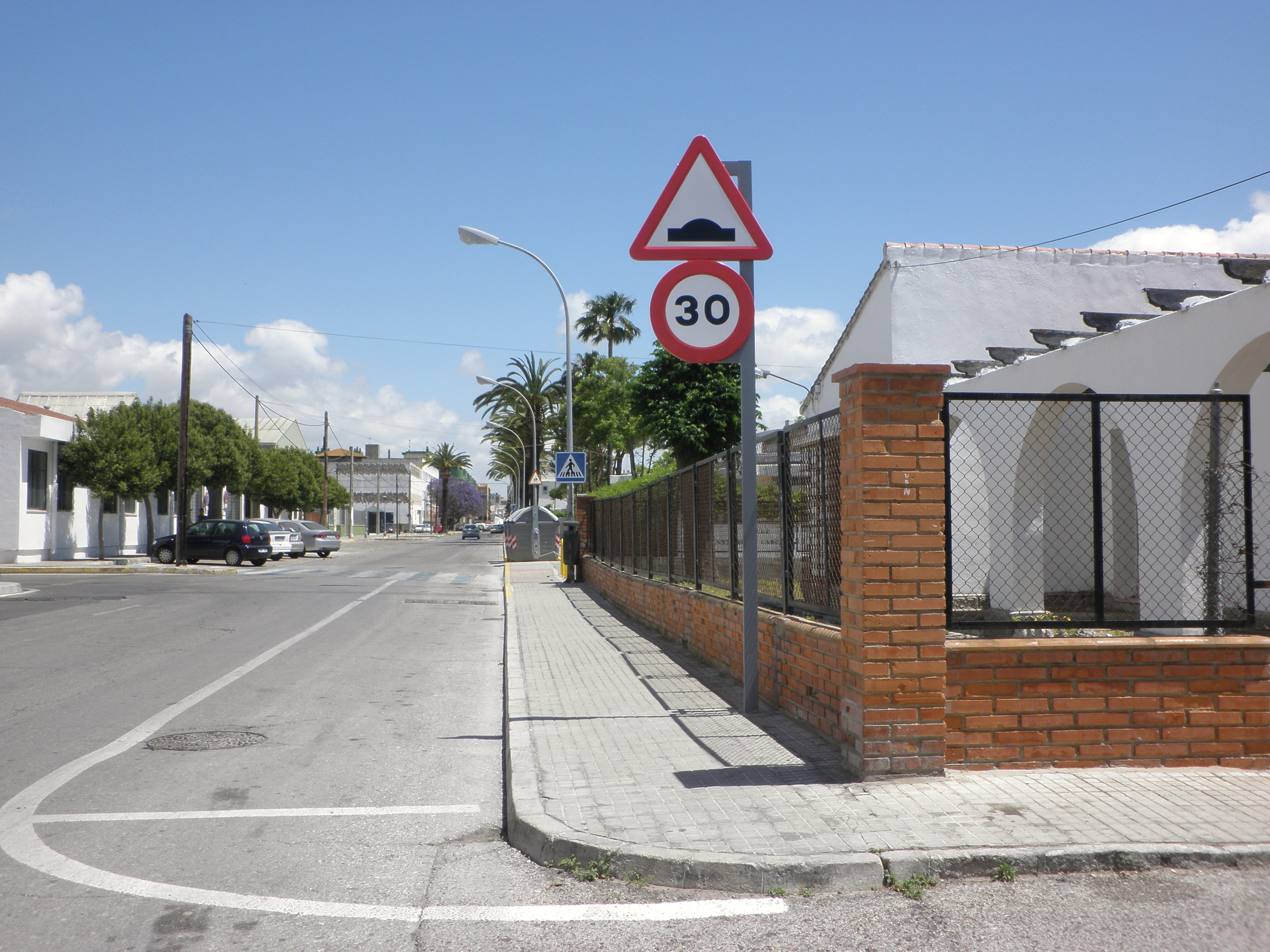
Знак для позначення штучних дорожніх нерівностей (Іспанія)
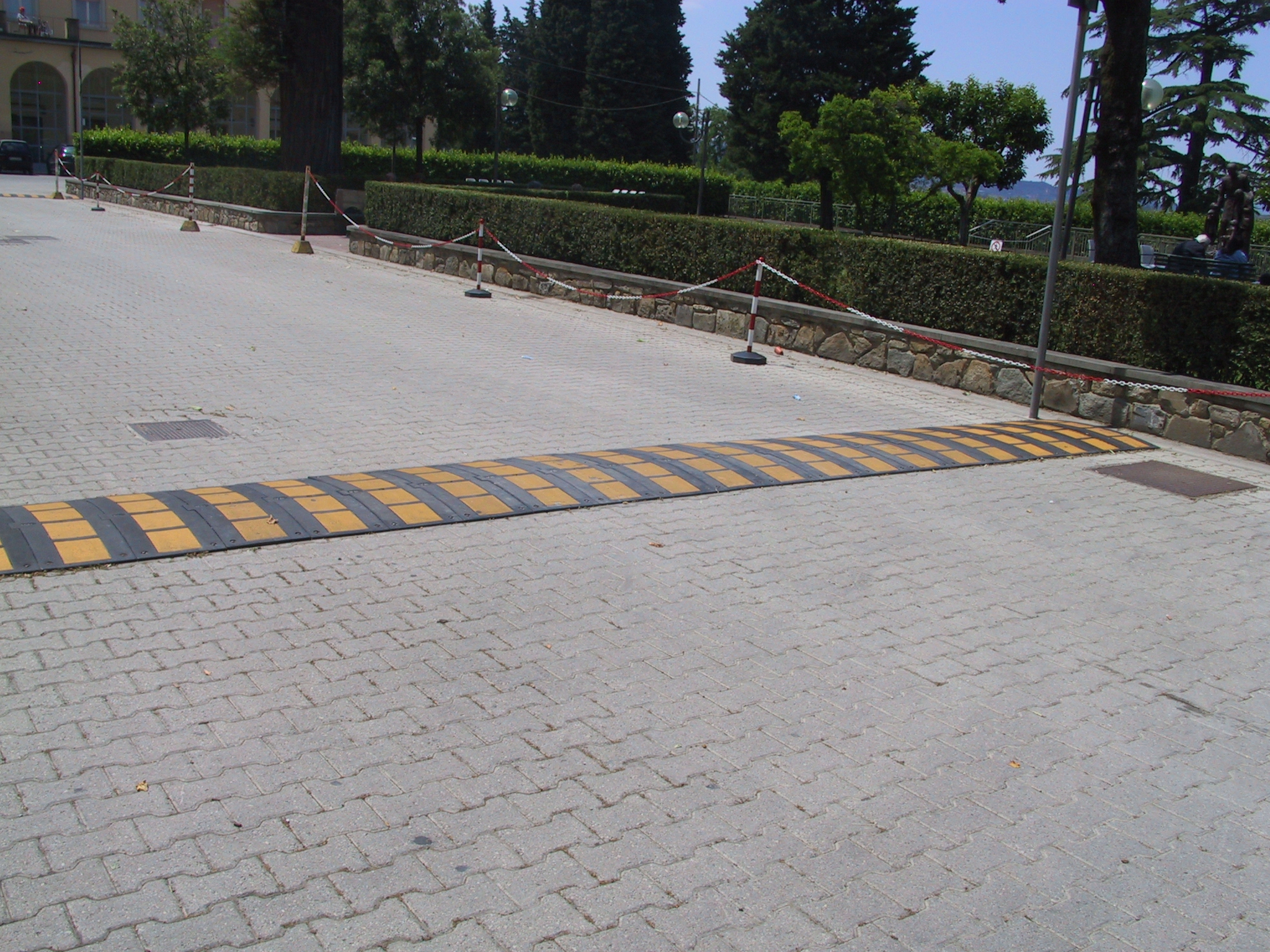
Лежачий поліцейський (Італія)
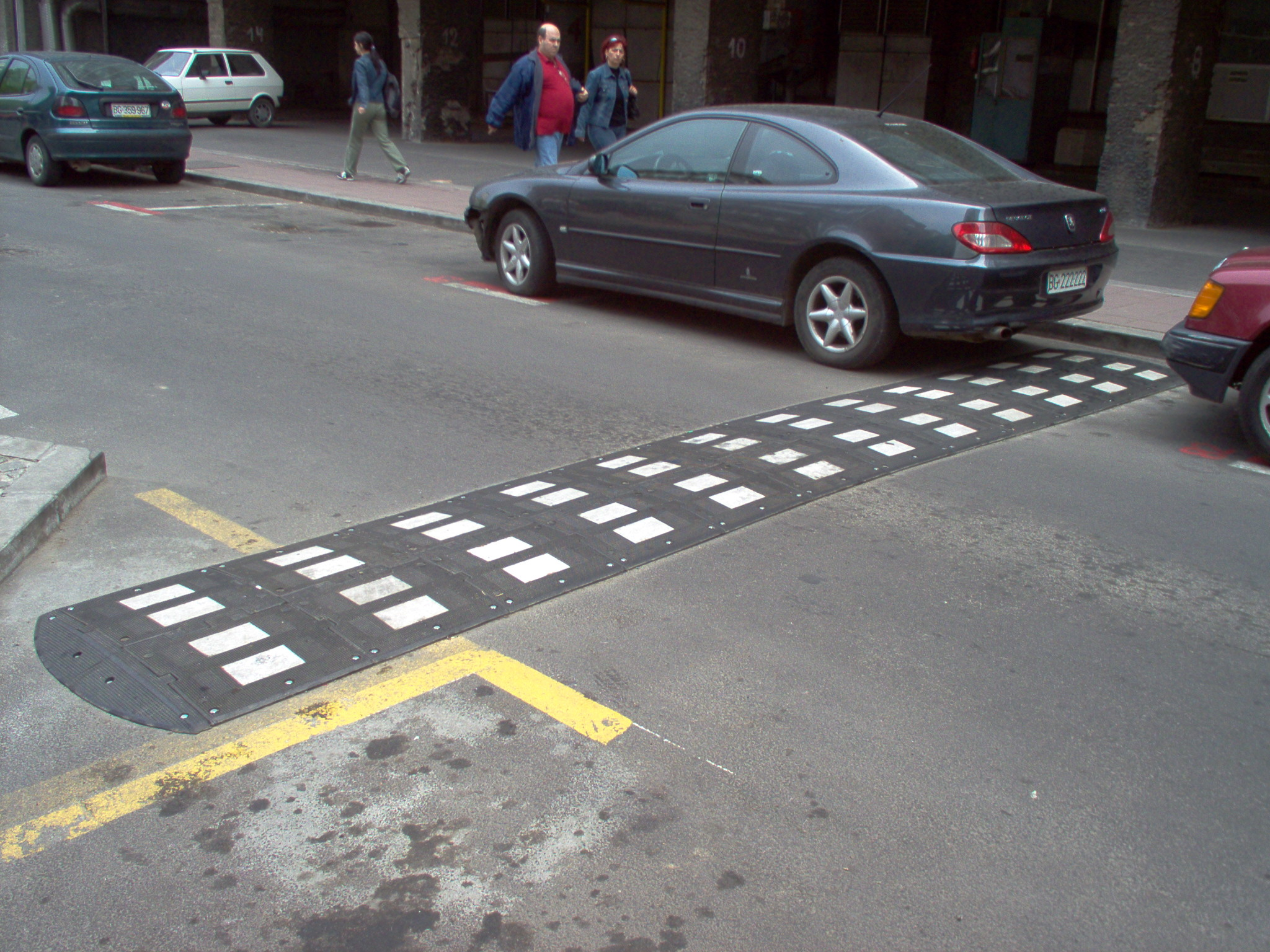
Лежачий поліцейський (Сербія)
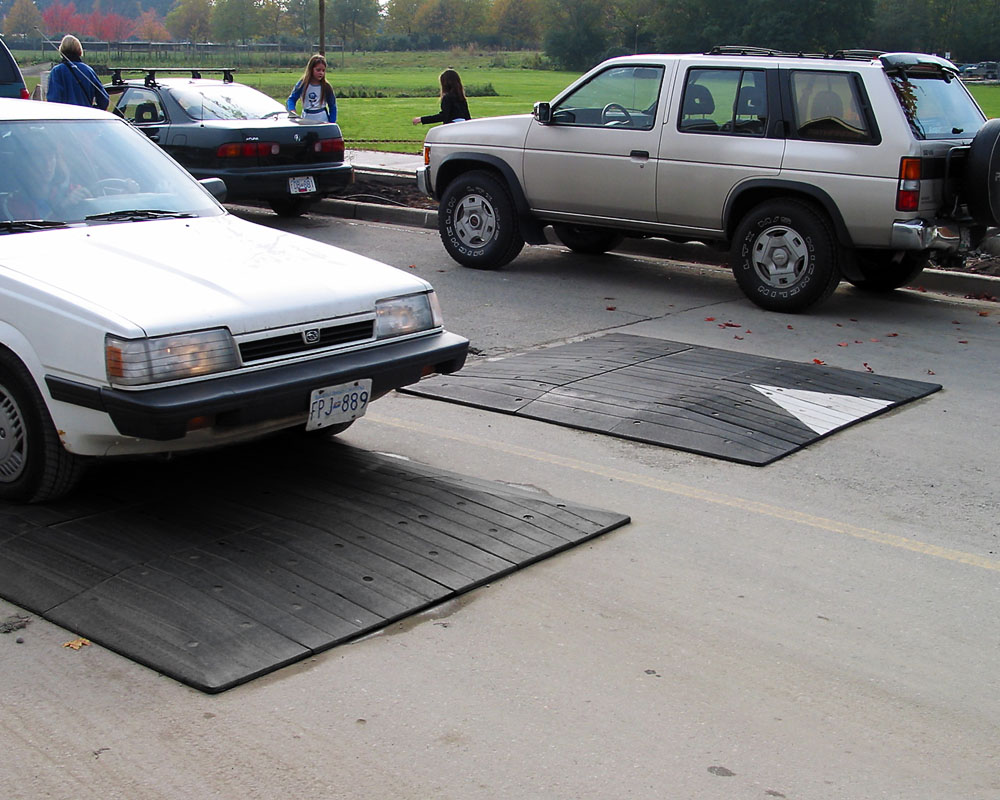
Гумова берлінська подушка (Канада)
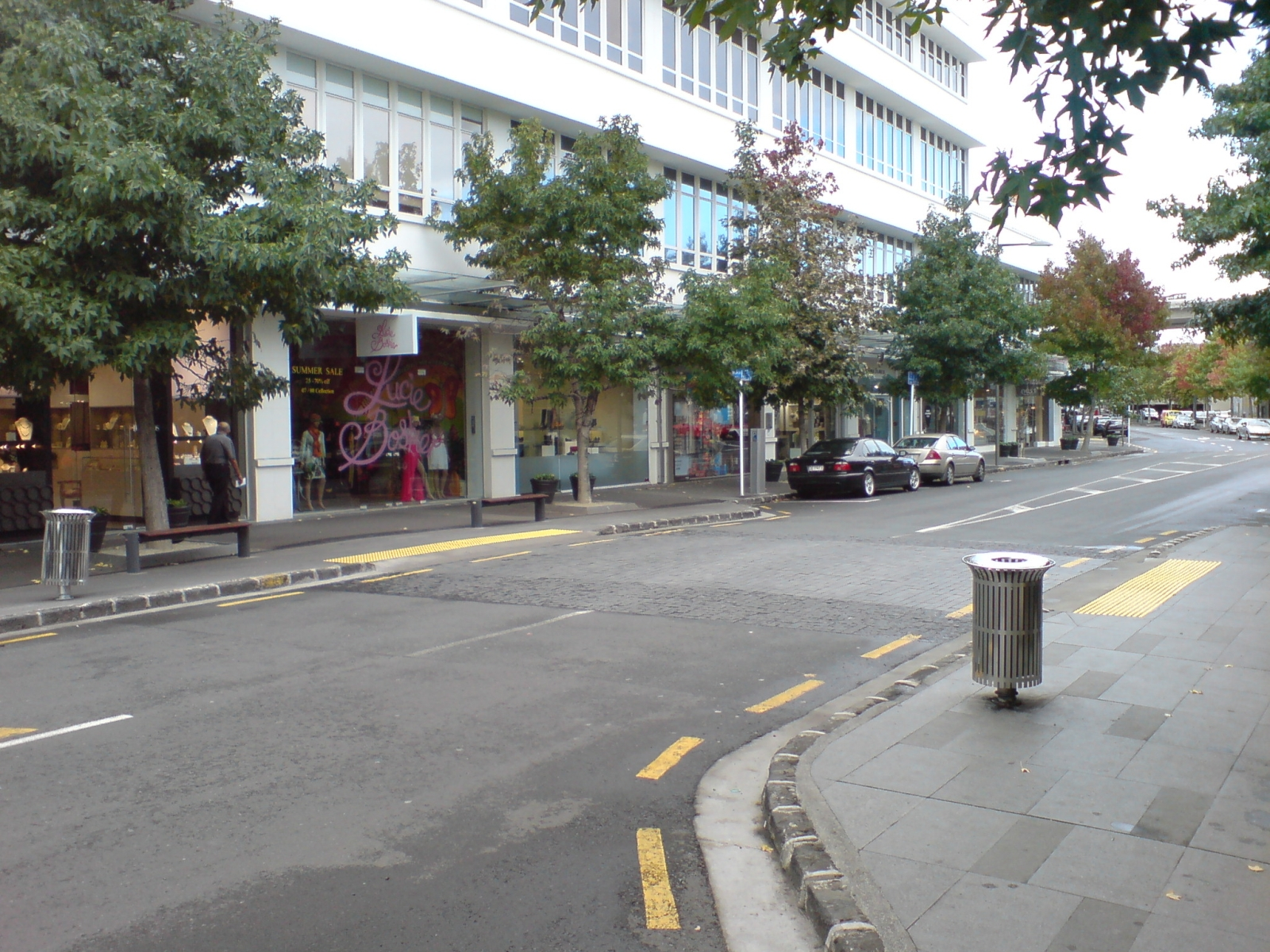
Підвищений пішохідний перехід (Нова Зеландія)